# ƛ
Das ƛ ist ein Buchstabe des lateinischen Schriftsystems.
Der Buchstabe ist vor allem in Amerika ein weit verbreitetes phonetisches Zeichen zur Darstellung der Affrikate /t͡ɬ/. Diese kommt in den Sprachen des amerikanischen Kontinents sehr häufig vor und wird deshalb mit diesem Zeichen umschrieben.
Der Buchstabe wurde aus dem griechischen Kleinbuchstaben Lambda, das bereits als phonetisches Zeichen in Gebrauch war, durch die Hinzufügung eines Balkens oben gebildet, analog zum Ł, welches ebenfalls als phonetisches Zeichen verwendet wird. Ein Großbuchstabe existiert nicht.
In der Physik wird das Zeichen als Symbol für die reduzierte Wellenlänge verwendet.

## Darstellung auf dem Computer
Unicode enthält das ƛ am Codepunkt U+019B (LATIN SMALL LETTER LAMBDA WITH STROKE).